# Dwight Stifler
Pour les articles homonymes, voir Stifler.
Dwight Stifler est un personnage de fiction des films American Pie: String Academy et American Pie : Campus en folie. Il est interprété par Steve Talley.

## Biographie fictive
Il est comme son cousin Steve Stifler, un mec cool et connu pour ses nombreuses conquêtes féminines. Il fait également partie d'une confrérie : la "Beta House" opposée à celle des "Lambda Pi Gamma" avec Rock (les nains) puis à celle des "Geeks" avec Edgar. Ces deux confréries vont s'affronter durant des jeux assez spéciaux, les olympiades grecques, pour savoir laquelle des deux peut rester sur le Campus.

### American Pie: String Academy
Son cousin Erik Stifler lui demande son aide car il a honte d'être encore puceau. Pour Erik, Dwight fait partie de la légende des Stifler, comme Steve et Matt.

### American Pie: Campus en folie
Dwight est rejoint par son cousin Erik son ami Mike « Cooze » Coozeman à l'Université du Michigan.
Erik va devoir réussir les 50 épreuves de la Confrérie Beta. Ce qu'ils ignorent, c'est qu'une autre confrérie, celle des geeks, souhaite également régner sur la faculté. Leur leader, Edgar Willis, lance un défi aux Beta : faire revivre les jeux grecs interdits depuis 40 ans. Le vainqueur gagnera la maison de l'autre ainsi que sa charte. En d'autres termes, il règnera sur la faculté. Mais si les geeks ont une stratégie propre, les Beta, eux, ont des relations. Et notamment un certain Noah Levenstein, qui fut lui aussi leader de la confrérie Beta il y a 40 ans, lors de la fameuse interdiction des jeux.

### American Pie: Les Sex Commandements
Il n'apparaît pas dans le film, mais on peut voir sa signature dans la bible du sexe en 2003 a 1:04:43 minute du film.